# Piotr Gutowski
Piotr Gutowski (ur. 11 października 1961 w Poznaniu) – polski filozof, historyk filozofii, profesor nauk humanistycznych.

## Życiorys
W latach 1981–1986 odbył studia z zakresu filozofii na Wydziale Filozofii Chrześcijańskiej Katolickiego Uniwersytetu Lubelskiego. Jego praca magisterska dotyczyła Thomasa Reida. Dysertację doktorską pt. Metafilozofia a metafizyka Charlesa Hartshorne'a, której promotorem był Jan Czerkawski, obronił w 1993 na Wydziale Filozofii macierzystej uczelni. Stopień naukowy doktora habilitowanego uzyskał tamże w 2003 w oparciu o rozprawę Między pluralizmem a monizmem. Studium genezy i podstaw filozofii Johna Deweya. Tytuł naukowy profesora nauk humanistycznych otrzymał 7 sierpnia 2012.
W 1986 rozpoczął pracę na Katolickim Uniwersytecie Lubelskim. W 2007 został kierownikiem Katedry Historii Filozofii Nowożytnej i Współczesnej na Wydziale Filozofii. W latach 2008–2012 był dyrektorem Kolegium Międzywydziałowych Indywidualnych Studiów Humanistycznych KUL. Wcześniej, od 2003 do 2008, pełnił funkcję zastępcy dyrektora tegoż kolegium. Realizował nadto stypendia i granty, m.in. w Center for Process Studies w Claremont (1988–1989), na Notre Dame University (USA, stypendium Fulbrighta w l. 1996-97) i Clare College w Cambridge (1995).
W 2003 został członkiem rady naukowej Akademii Artes Liberales. W latach 2004–2010 był rzeczoznawcą Ministerstwa Edukacji Narodowej i Sportu do merytorycznej oceny podręczników edukacji filozoficznej i programów nauczania filozofii. Od 2007 do 2011 wchodził w skład prezydium Komitetu Nauk Filozoficznych PAN. W 2012 został jego przewodniczącym.

## Życie prywatne
Żonaty z doktor nauk humanistycznych w zakresie psychologii, ma czworo dzieci.

## Odznaczenia
- Brązowy Krzyż Zasługi (2007)[6]
- Medal Komisji Edukacji Narodowej (2012)[5]

## Wybrane publikacje
Monografie:
- Filozofia procesu i jej metafilozofia. Studium metafizyki Ch. Hartshorne'a, Lublin 1995
- Między monizmem a pluralizmem. Studium genezy i podstaw filozofii Johna Deweya, Lublin 2002
- Filozofia, nauka, życie. U podstaw myśli Williama Jamesa, Lublin 2011

Pod redakcją:
- Filozofia brytyjska u schyłku XX wieku, red. P. Gutowski, T. Szubka, Lublin 1998
- Catholic Universities in the New Europe, red. C. Garbowski, P. Gutowski i A. Kijewska, Lublin 2005
- Filozofia a pedagogika, red. P. Dehnel i P. Gutowski, Wrocław 2005
- Christianity and United Europe, red. E. Cyran, A. Czaja, P. Gutowski, Lublin 2006 (wersja polska: Chrześcijaństwo a jedność Europy, Lublin 2006)
- Z dziejów filozoficznej refleksji nad człowiekiem. Księga pamiątkowa ku czci Profesora Jana Czerkawskiego, red. P. Gutowski, P. Gut, Lublin 2007